# ليف إت تو بيفر
ليف إت تو بيفر (بالإنجليزية: Leave It to Beaver)‏ هو مسلسل كوميدي تم إنتاجه في الولايات المتحدة. بدأ عرضه في سنة 1957. بلغ عدد مواسم المسلسل 6 مواسم، بلغ عدد حلقاته 234 حلقة، وتبلغ مدة الحلقة الواحدة 30 دقيقة. تم بث المسلسل لأول مرة بتاريخ 1957 بينما تم بث آخر حلقة منه بتاريخ 20 يونيو 1963. من بطولة باربرا بيلينغسلي، هيو بومونت وتوني داو.

## روابط خارجية
- ليف إت تو بيفر على موقع IMDb (الإنجليزية)
- ليف إت تو بيفر على موقع ميتاكريتيك (الإنجليزية)
- ليف إت تو بيفر على موقع الموسوعة البريطانية (الإنجليزية)
- ليف إت تو بيفر على موقع روتن توميتوز (الإنجليزية)
- ليف إت تو بيفر على موقع أول موفي (الإنجليزية)
- ليف إت تو بيفر على موقع كينوبويسك (الروسية)
- ليف إت تو بيفر على موقع ألو سيني (الفرنسية)
- ليف إت تو بيفر على موقع قاعدة بيانات الفيلم (الإنجليزية)